# Maksai református templom

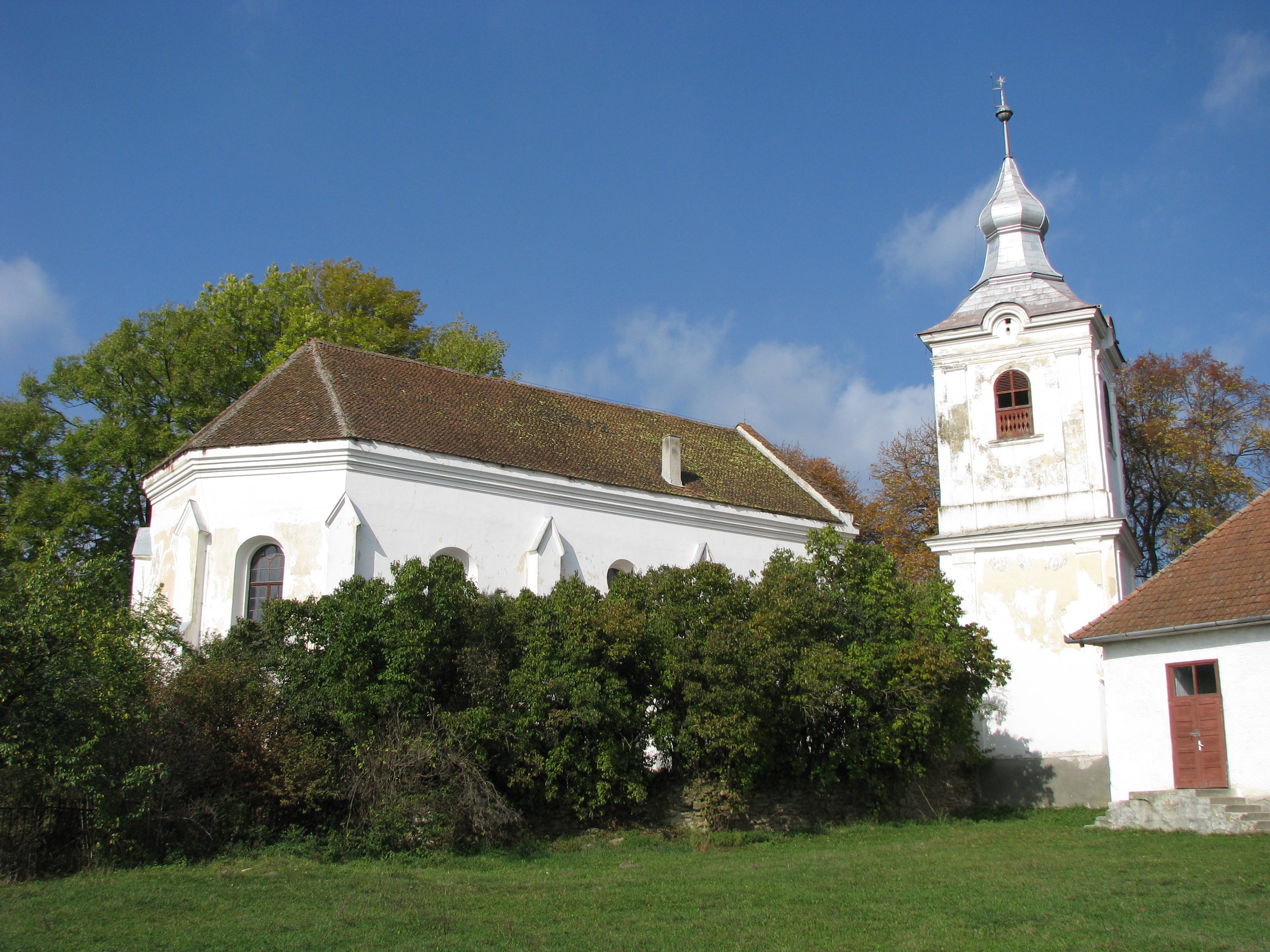
Maksai református templom

A maksai református templom Háromszék egyik nagy múltú, többször átépített épülete,  a falu közepén látható.

## A templom története
A települést először az 1332-es  pápai tizedjegyzékben Moya néven említették. 1333-ban  a korabeli dokumentumok szerint Tamás pap 3 régi banálist fizetett. 1567-ben 38 kapuval jegyezték be. A régi templom építési ideje  Léstyán Ferenc szerint a 13. századra tehető. 
A gótikus templom a 15. század végén, vagy a 16. század elején épülhetett, ezt bizonyítja az oldalsó bejárat csúcsíves ajtókerete is. 1537-ben készült el a templomtól külön álló torony, amely egyben az ovális alaprajzú várfal bejáratát védte.
A templomvár 1704-ig állott, amikor a labancok a templommal együtt fölégették és kifosztották. A lerombolt várfalat feltehetően már nem is javították ki, Orbán Balázs szerint a falak magassága csupán két és fél ölnyi volt. 1704 után a templomot újjáépítették, a részben gótikus templom boltozatát 1766-ban kazettás mennyezettel cserélték fel, amely Székelyföld legszebb alkotásai közé tartozott. 
1892-ben Huszka József feltárta  a 14. századi falképeket, amelyekről másolatokat is készített. A régi templomot és várfalát 1893-ban lebontották, a megmaradt torony mellé 1894-ben felépítették az új műemléket. Akkor távolították el az 1761-ben festett kazettás mennyezetét is. Felszentelésére 1900. november 18-án került sor, dr. Bartók György püspök jelenlétében.  Az 1940. évi földrengés a templomot nagyon megrongálta. A papi szék mellvédjén az 1970-es években Hasszmann fivérek kagylódíszes, festett rokokó mintákat tártak fel.

## A templom leírása
Az egykori templom főbejárata félköríves lehetett, szentélye egyenes záródású, diadalíve hiányzott. A külső támpillérekből arra következtetnek, hogy a hajó eredetileg boltozatos volt. Csúcsíves oldalkapuja később készült. 
A falfestményekkel és szép kazettás mennyezettel díszített középkori templomot a várfallal együtt 1893-ban lebontották.
A 75 kazettás, virágdíszes  mennyezet, amely  a legszebb mennyezetfestmények egyike, napjainkban  a budapesti Iparművészeti Múzeumban látható.
A templomot egykor magas, lőréses és szuroköntős várfal vette körül, amelynek belső peremén védőfolyosó volt kiépítve.  Az 1704-es pusztító labanc támadás az erődítményt lerombolta, és feltehetően már nem is javították ki. Napjainkban a középkori eredetű harangtorony emlékeztet még a templomerődre.
Orbán Balázs A Székelyföld leírása című könyvében beszámolt az alacsonyabb várfallal övezett félköríves és csúcsíves elemekkel díszített középkori templomról.
A templom északi falán feltárt freskók a cserhalmi ütközet jeleneteit örökítették meg.  A festménysoron a Szent László-legenda jelenetei voltak láthatók: Ütközet, Üldözés, Párviadal, Lefejezés, Pihenés. 
A templom értékes tárgyai közé tartozik a 16. század elején készült aranyozott-ezüst maksai kehely. A különálló templomtorony harangja szintén a 16. században készült. Kupájának kosara gerezdes díszítésű.  A másik harangon a Soli Deo Glória 1537. felirat látható.

## Külső hivatkozások
- Kovászna megye honlapja. Maksa[halott link]